# یواس‌اس ال‌اس‌تی-۹۹۱
یواس‌اس ال‌اس‌تی-۹۹۱ (به انگلیسی: USS LST-991) یک کشتی بود. این کشتی در سال ۱۹۴۴ ساخته شد.